# Gustave Koster
Gustave H. Koster (ur. w XIX wieku, zm. w XX wieku) – holenderski strzelec, medalista mistrzostw świata.

## Kariera
Był związany z Amsterdamem. Wystartował na pierwszych mistrzostwach świata w strzelectwie (1897). W zawodach drużynowych w karabinie dowolnym w trzech postawach z 300 m zajął 4. miejsce (indywidualnie osiągnął 21. rezultat). W postawie leżącej zajął 6. miejsce, w klęczącej ostatnią 25. pozycję, zaś w postawie stojącej 12. lokatę.
Podczas swojej kariery Koster zdobył 1 medal na mistrzostwach świata. Został drużynowym wicemistrzem globu na zawodach w 1901 roku w karabinie dowolnym w trzech postawach z 300 m, osiągając najsłabszy rezultat w drużynie (skład zespołu: Antonius Bouwens, Remi de Block, Gustave Koster, Henrik Sillem, Uilke Vuurman). Na tym samym turnieju osiągnął również 4. miejsce w drużynowym strzelaniu z pistoletu dowolnego z 50 m – wynik Kostera (350 pkt.) był przedostatnim rezultatem zespołu.

## Wyniki

### Medale mistrzostw świata
Opracowano na podstawie materiałów źródłowych:
| Mistrzostwa  | Konkurencja                                     | Wynik                                         | Miejsce |
| ------------ | ----------------------------------------------- | --------------------------------------------- | ------- |
| Lucerna 1901 | Karabin dowolny, trzy postawy, 300 m, drużynowo | 4398 pkt. (druż.) 842 pkt. ind. (301–287–254) |         |